# Заслуженный горняк Украины
Заслуженный горняк Украины (укр. Заслужений гірник України) — государственная награда Украины — почётное звание, присваиваемое Президентом Украины согласно Закону Украины «О государственных наградах Украины».

## Положение о почётном звании
По состоянию на 1 июня 2012 года, Президентом Украины ещё не установлены основания для присвоения почётного звания «Заслуженный горняк Украины» и не внесены соответствующие изменения в положение о почётных званиях Украины, утверждённое Указом № 476/2001 от 29 июня 2001 года.

## Описание нагрудного знака
- Нагрудный знак аналогичен нагрудным знакам других почётных званий Украины категории «заслуженный».
- Нагрудный знак к почётному званию «Заслуженный горняк Украины» имеет форму овального венка, образованного двумя ветвями лавровых листьев. Концы ветвей внизу обвиты лентой. В середине венка помещен фигурный картуш с надписью «Заслужений гірник». Картуш венчает малый Государственный Герб Украины.
- Лицевая сторона нагрудного знака выпуклая. Все изображения и надписи рельефные.
- На оборотной стороне нагрудного знака — застежка для прикрепления к одежде.
- Нагрудный знак изготавливается из серебра.
- Размер нагрудного знака: ширина — 35 мм, длина — 45 мм.

## Награждённые
24 августа 2012 года почётное звание «Заслуженный горняк Украины» впервые присвоено Андрею Павловичу Дьяченко — заместителю генерального директора государственного предприятия «Львовуголь» и Николаю Владимировичу Пономарёву — директору государственного предприятия «Антрацит» (Луганская область).